# I giorni della vita
I giorni della vita (The Time of Your Life) è un film del 1948, diretto dal regista statunitense Henry C. Potter.

## Trama
Il Nick's Saloon è un punto di approdo per personaggi di ogni tipo e provenienza: giovani donne in cerca di un riscatto, artisti di varietà affamati senza un ingaggio, ubriaconi, sbruffoni impenitenti, disoccupati, gente di malaffare, poliziotti, strilloni, giocatori di flipper.
In mezzo, al suo solito tavolino, spesso con una coppa di champagne in mano, Joe discute, osserva, commenta, consiglia, offre da bere, talvolta incoraggia, aiuta con denaro, raddrizza situazioni sentimentali in difficoltà.

## Analisi del film
Tratto dalla pièce di William Saroyan, vincitrice, tra gli altri del premio Pulitzer nel 1940, il film rivela le sue origini teatrali nell'unità di spazio e tempo. L'azione si svolge nell'arco di poche ore pomeridiane e tutta all'interno del locale dell'italo-americano Nick, con tre sole eccezioni, peraltro di poca rilevanza nella narrazione (quasi intervalli tra gli atti): una sala per le scommesse, un esterno del bar presidiato dal Salvation Army e un'anziana signora che, al telefono, accetta di incontrare un avventore del locale.
A dispetto della sostanziale fedeltà al testo teatrale, il tocco delicato, quasi inavvertibile di Henry C. Potter garantisce la qualità dell'operazione filmica. Con "scelte inconsuete di rappresentazione dello spazio", che permettono di osservare ciò che avviene alle spalle di chi parla, in profondità di campo, il regista insegue e valorizza le performance (anche artistiche) di un gruppo di attori quanto mai affiatato. Al proposito è curioso l'inconsueto ruolo, quasi di arbitro di moralità, attribuito a James Cagney, ben più noto nei panni dello spietato fuorilegge (che, di lì a poco sarebbe tornato ad indossare, in "La furia umana").
Tipicamente congeniale a Potter è, poi, l'uso del timbro grottesco, demenziale, a volte delirante: ad esempio l'esplosione del flipper in una sarabanda di bandiere USA, fuochi artificiali, marcette musicali, allorché, dopo una vita di tentativi, il fanatico del flipper riesce a vincere la partita; o il lungo monologo con cui un ubriacone di nome Murphy, vestito da Buffalo Bill, in mezzo ad un mare di boccali di birra, racconta la sua storia più che secolare